# Expatrié
 (août 2021).

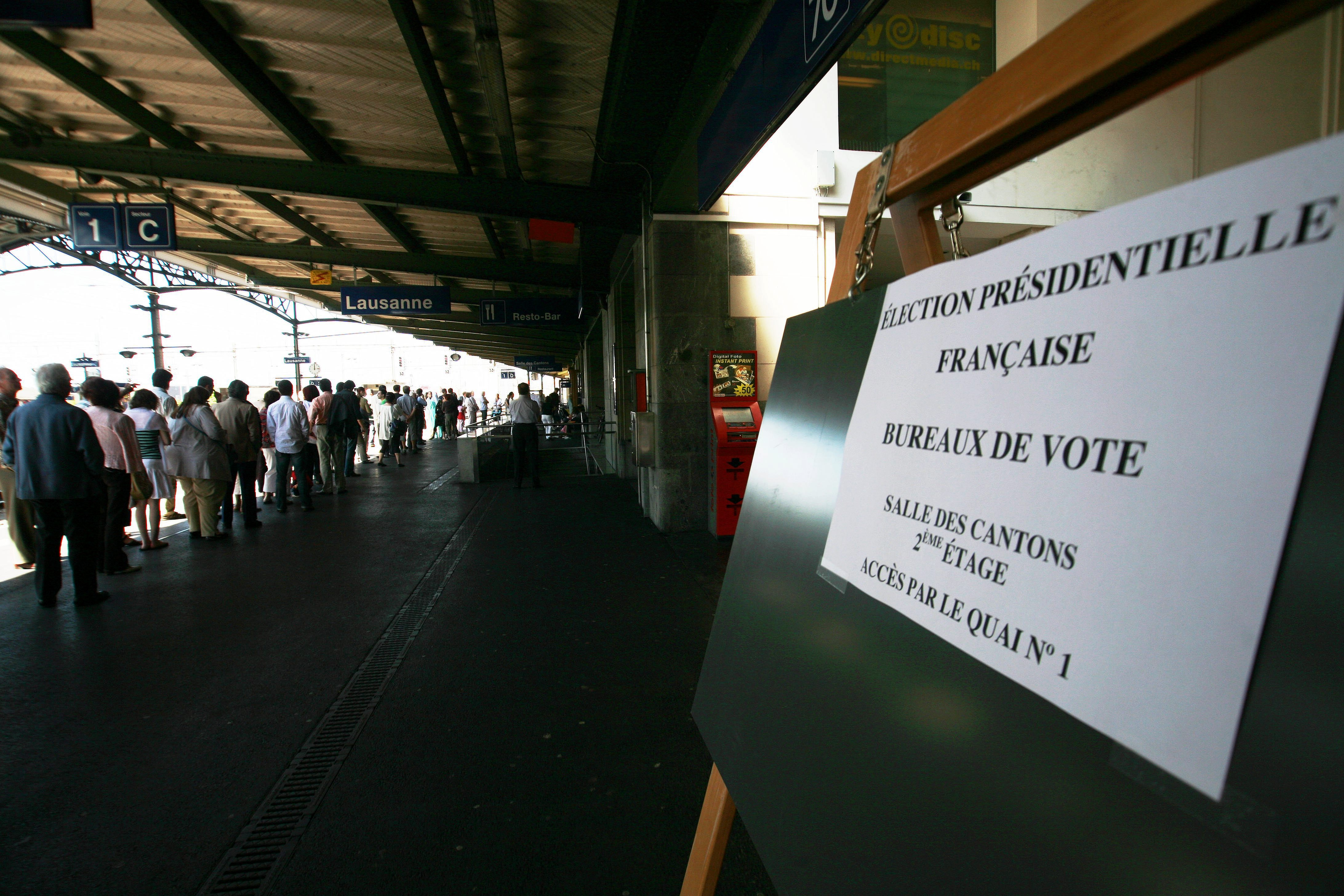
Des électeurs expatriés font la queue à Lausanne (en Suisse) pour les élections présidentielles françaises de 2007.

Un expatrié est un individu résidant dans un autre pays que le sien, sa patrie. Le mot composé vient du préfixe latin ex- « en dehors de, séparé de » et du mot patrie (du lat. patria). Le verbe expatrier est utilisé déjà dans la Somme rural de Jean Boutillier (c. 1340–1395).
Dans le langage courant, il sert aussi bien à désigner des personnes, hautement qualifiées ou non, s'établissant à l'étranger pour des raisons professionnelles ou non, que des étudiants, des retraités. Le terme « expatrié » a une connotation raciale forte dans le sens où il sert à désigner essentiellement les populations blanches vivant dans un pays étranger quand les populations de couleur vivant dans un pays étranger sont appelées « immigrés »,,,.
Le nombre de Français inscrits au Registre des Français établis hors de France s’élève à plus de 1,6 million personnes au 1er janvier 2022. Selon le ministère des Affaires étrangères, le nombre total de Français expatriés monte à 3,5 millions de personnes si l'on ajoute les personnes non-inscrites au Registre.
Par extension du mot « patrie », non limité au cadre national, l'expatriation peut concerner une migration interne. En considérant la patrie comme « là où l'on se sent bien », c'est même un sentiment d'appartenance subjectif qui peut prendre d'autres formes que spatiale, par exemple, la langue maternelle : « Oui, j'ai une patrie, la langue française. » (Albert Camus).
L'expatrié est une catégorie particulière d'émigré. Il peut s'expatrier pour des raisons personnelles, familiales ou professionnelles, que ce soit pour des études, des perspectives de carrières, des envies de découverte ou en raison d'une punition civique (on parle alors d'exil). Dans le langage courant, le terme « expatrié » désigne généralement une personne occidentale détenant la nationalité d'un pays développé et travaillant à l'étranger en raison de ses compétences reconnues mondialement. La définition formelle d'expatrié ne spécifie cependant pas de raisons pour l'expatriation. Dans le langage courant, on distingue aussi l'expatriation par sa nature temporaire, généralement afin d'effectuer un mandat à l'étranger, de l'immigration visant, elle, l'acquisition de titres de séjours permanent du pays étranger.

## En France
Dans ce pays le terme Français de l'étranger (ou « Français établis hors de France ») qualifie tous les Français vivant hors de France, de façon ponctuelle ou permanente.
Les expatriés disposent d'une représentation politique et d'une représentation diplomatique, quelle que soit la raison de leur expatriation. 
Ils peuvent être accompagnés par un réseau de 230 postes consulaires, et de plus de 500 agences consulaires (Consuls honoraires) lui-même appuyé par une Direction des Français à l'étranger et de l’administration consulaire (DFAE) et par plusieurs sites Internet (France  Diplomatie,  MonConsulat.fr, sites des consulats etc.) ainsi que par la Maison des Français de l'étranger et nombreuses associations aidant les Français établis hors de France dans leur quotidien. Certaines sont des associations d'utilité publique, d'autres sont créées par des citoyens eux-mêmes expatriés.
Selon les statistiques des consulats et une enquête de 2013 (enquête sur l’expatriation des Français, faite en ligne auprès de 8937 Français expatriés, pilotée par la cellule statistiques de la DFAE) les expatriés le sont volontairement pour la plupart, ont plutôt un bon niveau d'étude, près de 8 sur 10 déclarent avoir un emploi (et le conjoint est souvent actif), près de 57 % déclarent gagner plus de 30 000 € nets/an ; 20 % parlent peu ou mal la langue du pays de résidence. Ils déclarent rarement des difficultés pour déménager ou s'intégrer. L'expatriation a nettement augmenté dans les années 2000-2010 avec un taux de croissance annuel moyen stabilisé de 3 % à 4 % pour la période 2003-2013, soit 100 000 et 115 000 Français à l'étranger de plus chaque année ; le plus souvent, c'est leur première  expérience  d’expatriation (ce qui implique des besoins d'accompagnement supplémentaire de la part des consulats dont les missions ont beaucoup évolué durant cette période, offrant des  services  de  « mairie »  et  de  préfecture (délivrance de CNIS, de passeports, d’actes d’état-civil, etc.), mais aussi maintenant d’attributions de bourses scolaires pour les  lycées  homologués  par  l’AEFE  (« près  de  120 000  jeunes  Français, sur  le  total  des  quelque  317 000  élèves  scolarisés  en  2013 dans  le  réseau  AEFE »), nouveaux recueil  des  empreintes digitales lors de la biométrie ; auditions  systématiques  pour la  délivrance  du  certificat  de  capacité  à  mariage, élections, etc.).

### L'expatriation professionnelle
Du point de vue de la protection sociale (et non du droit fiscal), il faut distinguer « expatrié », « détaché » et « résidant ».
Le travailleur détaché part travailler à l'étranger pour une durée limitée : en France le travail est la motivation principale donnée dans plus de 50 % des cas d'expatriation, souvent associé à un désir d'enrichissement culturel.
L'affectation est au maximum de 36 mois, renouvelable une fois[réf. souhaitée] ; il reste affilié au régime de Sécurité sociale de son pays d'origine. Ce statut diffère de celui du travailleur immigré qui a opté pour ce statut ou a dépassé les limites de durée pour son « détachement » ; il est donc rattaché à la protection sociale et à l'assurance vieillesse du pays étranger et son employeur verse des cotisations dans ce pays et non à la Sécurité sociale française (ou de la patrie d'origine).
Dans le contexte de la vie de l'entreprise et des contrats de travail international, un expatrié est un salarié dont le contrat est suspendu[citation nécessaire] mais pas rompu, pour la durée de sa mission à l'étranger, en dehors de son pays d'emploi habituel. Les cotisations sociales obligatoires sont versées dans le pays de la mission, à moins de faire valoir des accords bilatéraux signés entre les pays d'origine et de destination, et une protection sociale facultative complémentaire est habituellement mise en place pour couvrir la retraite, la santé et la prévoyance. L'expatrié professionnel bénéficie souvent également d'autres avantages et compensations : logement, prime d'expatriation, scolarité des enfants…
L'expatrié professionnel doit souvent faire face à une quadruple problématique : immigration / fiscalité / protection sociale / droit du travail. Les entreprises y ajoutent parfois les dimensions d'assistance interculturelle, formation et sécurité.
Un expatrié français reste soumis au droit du travail français, sauf en cas de contrat local : en cas de contrat local le droit du travail du pays de travail s'applique. Les programmes de volontariat international en entreprise (VIE) permettent aux jeunes professionnels français de travailler à l'étranger tout en bénéficiant d'un statut particulier.

## Rapports entre les ressortissants français et le gouvernement
Les ambassades et les consulats du pays d'origine assurent le lien entre ce dernier et les expatriés. Par cet intermédiaire, les expatriés peuvent renouveler leurs papiers d'identité, voter, etc. Il est d'ailleurs fortement recommandé aux ressortissants français de s'enregistrer auprès du consulat dès leur arrivée.